# 克塞格保吉
克塞格保吉，是匈牙利沃什州所辖的一个村，总面积12.25平方公里，总人口199，人口密度16.2人/平方公里（2010年1月1日）。